# Xavier Le Clerc
Pour les articles homonymes, voir Le Clerc.
Xavier Le Clerc est un romancier né le 6 juin 1979 en Kabylie en Algérie.

## Biographie
Né en Algérie, il s'appelle Hamid Aït-Taleb . Après son baccalauréat, il étudie le droit, la sociologie et la philosophie à l’université de Caen, puis obtient un double master en sciences humaines et littérature à la Sorbonne, menant une existence précaire grâce à des petits boulots. À partir de 2004, Il vit à Londres et change de nom en 2011, en traduisant en français son nom de naissance. Ce patronyme lui permet d'effectuer un carrière dans des entreprises de luxe, comme Burberry ou Gucci.

## Romans
- 2008 : De grâce, JC Lattès.
- 2021 : Cent vingt francs, Gallimard[4].
- 2022 : Un homme sans titre[5], Gallimard.
- 2024 : Un homme sans titre, Folio.
- 2025: Le Pain des Français, Gallimard[6]

## Prix et distinctions
- Grand prix du roman métis 2023 pour Un homme sans titre[7].
- Prix du livre La Tribune (2023)
- Prix littéraire de la Grande Mosquée de Paris (2022)
- Prix littéraire de l'Académie des Sciences, Arts & Belles-Lettres de Caen (2022)[8]